# Walter Bülck
Walter Bülck (* 7. März 1891 in Altona; † 20. April 1952 ebenda) war ein deutscher Theologe.

## Leben
Walter Bülck wurde 1916 Pfarrer in Kellinghusen. Als Schüler des liberalen Theologen Otto Baumgarten habilitierte Bülck sich 1921 für Praktische Theologie an der Christian-Albrechts-Universität zu Kiel. Bülck vertrat liberale Ansichten und trat 1919 in die Deutsche Volkspartei, die er drei Jahre später wieder verließ.
1925 erhielt Bülck einen Lehrauftrag für schleswig-holsteinische und nordische Kirchenkunde an der Universität Kiel. Im Jahr 1931 wurde er Inhaber des Lehrstuhls für Praktische Theologie. Ab 1932 hielt er die akademischen Gottesdienste.
Nach der Machtergreifung der NSDAP 1933 wurde Bülck im Organ der Kieler Studentenschaft, den „Schleswig-Holsteinischen Hochschulblättern“, scharf angegriffen. Dieses hatte sich seit den späten 1920er Jahren dem Nationalsozialismus verschrieben. Man beschimpfte ihn als „Liberalen“, „Demokraten“ und „Baumgartenschüler“ und seine Frau wegen ihrer nicht-arischen Abstammung. Eine Klage gegen die Behauptung seines Hochschulkollegen Hermann Mandel, Bülck würde dem NS-Totalitätsanspruch den des Christentums entgegenstellen, verlief erfolgreich. Dennoch wurde er 1936 gezwungen, an die Ernst-Moritz-Arndt-Universität Greifswald zu wechseln.
Nach dem Krieg kehrte Bülck zurück nach Hamburg, um an der Universität Hamburg einen Lehrauftrag für Religionsgeschichte wahrzunehmen. Parallel dazu übernahm er eine Pfarrstelle im Hamburger Bezirk Altona. Ein Antrag auf Emeritierung wurde abgelehnt, weswegen Bülck bis zu seinem Tode am 20. April 1952 in Hamburg lehrte.

## Schriften (Auswahl)
- Geschichte des Studiums der praktischen Theologie an der Universität Kiel. Cordes: Kiel 1921.
- Begriff und Aufgabe der Volkskirche. Mohr, Tübingen 1922.
- Die evangelische Gemeinde. Ihr Wesen und ihre Organisation. Mohr, Tübingen 1926.
- Praktische Theologie. Eine Einführung. Quelle & Meyer, Leipzig 1934 (2. Aufl. 1949).
- Die christliche Botschaft in der heutigen Welt. Klotz, Leipzig 1939.
- Der Jesus der Geschichte und der Christus des Glaubens. de Gruyter, Berlin 1940.
- Das Johannes-Evangelium und die Gegenwart. Agentur des Rauhen Hauses, Hamburg 1947.
- Religiöse Erziehung in der Gegenwart. Laatzen, Hamburg 1948.